# 嘉兴圣母显灵堂
嘉兴圣母显灵堂（又称嘉兴天主堂、仁爱堂，俗称圣母堂）是位於浙江省嘉兴市一座天主教堂遗址，位于嘉兴子城西侧。教堂曾为天主教加尔默罗会（圣衣会）在嘉兴的总部，规模号称“中国第一、远东第三”。2005年3月列入浙江省文物保护单位，2013年5月与嘉兴文生修道院一同列入第七批全国重点文物保护单位。

## 历史
清光绪二十八年（1902），天主教海盐总堂（车辐浜）以行医传教来嘉兴发展，后法籍神父步师加在北门外光明街购地百亩，建法兰西嘉兴文生修道院，为当时天主教中国遣使会唯一的总修院，嘉兴成为天主教在中国的大本营之一。
1917年，遣使会意大利籍神父韩日禄在城内沈家弄主持兴建大教堂，嘉兴王茂记和徐记两家营造厂承建。韩日禄既是虔诚的天主教徒，又是著名的建筑师，从选材购置到工程施工都亲事其役。教堂所用建筑材料如水泥、钢材、松木、彩色玻璃和彩色地砖等多从法国进口，墙体用砖则由嘉善县干窑镇烧制，且施工十分严格。工程持续13年之久，至1930年才全部完工，共花费8万银元，落成后曾长期为嘉兴城内最高建筑。
文革中教堂遭到严重破坏，穹顶被掀，门窗和雕塑被毁，仅存屋基和墙体。因教堂不能使用，教会活动在教堂后面的附属房屋中进行。
2004年，《嘉兴市天主教堂片区景观环境规划设计》出台，规划兴建嘉兴天主堂教区广场，总面积达80公顷。

## 建筑
教堂全盛时期占地面积约2.4万平方米，现存建筑面积1590平方米，采用晚期哥特式建筑风格和砖混结构。建筑坐北朝南，由南至北依次为钟楼、中厅、祭坛和圣坛，中厅与东西向的袖廊垂直相交，形成拉丁十字形平面。南面设有两座钟楼，通高37米，其上悬有合金铸铁钟一口，为法国巴黎遣使会专程运来，高1.10米，底部直径1.10米，重675公斤，击之声闻数十里，抗日战争期间敌机轰炸嘉兴，教徒曾多次登楼撞响大钟作为防空警报。
教堂外墙采用水泥抹灰，立面装饰以尖券为主，但已经过简化以适应现代材料及工艺。内部柱子采用爱奥尼柱式，每根柱子上雕有一塑小天使，地面中间铺设有色彩绚丽的地砖，两侧采用彩色水磨石。
除主体建筑外，还有神父楼、苦难堂和神职人员住房等外围建筑。其中神父楼位于教堂东侧，坐北朝南，为一幢独立的三层四坡顶建筑，采用罗马建筑风格和砖混结构，外墙以扶壁砖柱作竖向分割，现状已经过修缮。

## 图集

### 2004年
- 钟楼侧面底层局部，示卷草浮雕
- 东部侧廊，示四尖券肋架拱顶，其南端设有小经堂，东侧接告解室和登临钟楼的通道
- 中厅与袖廊交叉处东北角
- 祭坛和圣坛

### 2013年
- 东面全景
- 自东面看钟楼
- 钟楼局部，示卷草浮雕和连拱饰
- 北侧，中为祭坛和圣坛，圣坛原供显灵圣牌和圣母像，两侧为忏悔室
- 自中厅与袖廊交叉的位置望圣坛

- 圣坛周围的拼花地砖
- 中厅与袖廊交叉处西北角
- 教堂后半部分（袖廊以北），破坏后长期露天
- 教堂前半部分（袖廊以南），破坏后又被改造为上下两部分，此为中厅顶部，屋顶为后加
- 教堂前半部分，自中厅看西侧廊，中有楼梯通往底部

- 教堂前半部分，东侧廊顶部，示四尖券肋架拱顶
- 镂刻有精美花纹的爱奥尼柱头
- 教堂前半部分，此为底部，中为走廊，两侧隔成小房间，现均已废弃
- 神父楼远景，为建造广场，教堂周边的现代房屋大部分已被拆除
- 神父楼近景

### 2021年
- 教堂与神父楼
- 正立面
- 西立面
- 神父楼